# Tanaka Shunichi
Shunichi Tanaka (sinh ngày 13 tháng 9 năm 1987) là một cầu thủ bóng đá người Nhật Bản.

## Sự nghiệp câu lạc bộ
Shunichi Tanaka đã từng chơi cho Roasso Kumamoto.